# Jean-Michel Cabau
Pour les articles homonymes, voir Cabau.
Jean-Michel Cabau était compositeur de musique sacrée, musicien et maître de chapelle du début du XVIIIe siècle, dont on a redécouvert les compositions dans les fonds de la collégiale Saint-Vincent de Soignies et de l’église Sainte-Élisabeth à Mons.
De 1704 à 1710, les archives départementales de Lille mentionnent, au Chapitre Saint-Amé de Douai, un jeune « choral de Bruxelles » et sa
mère, Thérèse Cabau, couturière. On a effectivement retrouvé l’acte de baptême d’un certain Jean Cabau baptisé à Bruxelles, en l’église des Saints Michel et Gudule le 25 novembre 1695, fils de Michel Cabau et Thérèse la Vignon, mariés le 22 mai 1678 en l’église Notre-Dame de la Chapelle. Ce Jean Cabau, fils de Michel, s’est-il fait prénommer Jean-Michel ? En 1710, ce jeune choral finit par être renvoyé avec une bourse dans sa famille maternelle à Maestreck (Maastricht?) « ...pour quelques années et - les messieurs de la maîtrise - ont déclaré qu’ils auront autant d’égard ci-après pour lui que s’il n’avait pas quitté l’église... ».
La première mention de la présence de Jean-Michel Cabau à Soignies remonte à 1716, dans les Comptes de la Fabrique de la Collégiale de Soignies où il est rapporté qu’il prend possession de la chapelle Saint-Michel. Mais le document fait référence à un document identique de l’année précédente, document qui a disparu. Il était donc au service du Chapitre avant 1716 ; il est probablement aussi maître de musique, succédant à Goutier. Son bénéfice de chapellenie est déclaré vacant le 11 octobre 1720, à cause d’une absence de plus de 40 jours. Cette absence aurait également déterminé le chapitre à faire choix d’un nouveau maître de musique dès 1720.
À partir de l’année 1720, on pourrait supposer qu’il est en fonction à l’église Sainte-Elisabeth de Mons où l’on trouve quelques œuvres de cette année-là.
En 1726, nous retrouvons Cabau à Soignies : le 8 novembre, il accède au poste de grand vicaire, et le 21 mai 1728 les chanoines le désignent « pour deservir la maistrise jusqu’à nouvelle ordre a commencer la veille de la St. Jean-Baptiste prochain ». Le 10 juillet 1728, Cabau y signe sa Missa Sancti Vicentii.
Le chapitre l’agrée officiellement au poste de maître de musique, le 10 novembre 1730 : «aux mêmes conditions que ses prédécesseurs et en spécial d’estre remerciable et amovible au bon plaisir de Messieurs ainsi que de tenir un vicaire et huict choraux comme de coustume et ce à commencer au St-Jean Baptiste 1730 ».
Il devient chanoine en 1731 mais continue de composer jusqu'en 1735.
À la suite de ce que les médecins de l’époque qualifient de « Melancholia morbus », sorte de crainte panique qui rend impossible l’exercice de sa fonction de chanoine, il est exempté de la participation aux offices à la date du 11 février 1737.
Il meurt à Soignies en avril 1742.
Il composa deux messes (dont une en 1722) ainsi que de nombreux autres chants religieux (dont « Stellae » à la vierge Marie). Aucune pièce purement instrumentale de sa plume ne nous est connue, car à l’époque dans les offices religieux, la priorité était donnée à la voix (instrument naturel reçu du créateur), de plus il fallait que les textes bibliques soient intelligibles. Cependant, un accompagnement (pour deux violons, alto et basse continue — orgue, théorbe et basse de viole) composé pour l’église de Mons nous est parvenu. Il était, en effet, interdit d’utiliser les « hauts-instruments » (violons, flûtes, cuivres etc.) dans les offices de la collégiale de Soignies pour préserver l'ambiance de prière des chanoines. Pour cette même raison, Cabau n'utilisait d'ordinaire qu’une basse continue comme accompagnement de la voix.

## Œuvres (choix)
- Missa Sancti Vincentii pour chœur à 4 voix et basse continue, écrite en 1728
- Cinq Motets pour quatre voix et basse continue, composés entre 1728 et 1735
- La série de 12 Stellae - Couronne de 12 étoiles – Corona stellarum duodecim. Chaque Stella présente en musique (chœur à 4 voix, cordes et basse continue) un aspect particulier de la personnalité de Marie : la sainteté, l’excellence, la modestie, la virginité, la maternité, la puissance, l’amabilité, la prudence, l’humilité, la clémence, la générosité, la miséricorde.

Deux fonds locaux se partagent l'essentiel de ses œuvres : celui de Saint-Vincent de Soignies et celui de Sainte-Elisabeth à Mons.
Les « Stellae » à la Vierge Marie proviennent du fonds de l’église Sainte-Elisabeth. Quelques-uns portent la date de 1720, ce qui laisse supposer une fonction dans cette église à cette époque. Outre ces pièces, le fonds de Sainte-Elisabeth possède de lui 3 motets, une messe à 4 voix en sol majeur datée de 1720, un Salve Regina. La composition pour Sainte-Elisabeth a l’avantage de pouvoir inclure des instruments comme les violons par exemple.
Le fonds de Saint-Vincent rassemble 10 œuvres de Cabau : 3 messes (Saint Vincent, Noël et Pâques), 5 motets à 4 voix et basse continue (Magnificat du 3ème ton, Victimae Paschali Laudes, Veni Sancte Spiritus, Hodie Nobis, Litanies de la Sainte Vierge) et 2 motets à une voix et basse continue (A Solis Ortu, Domine Dominus).
D'autres manuscrits d'œuvres de Cabau ont été retrouvés à la Bibliothèque Royale de Bruxelles dans le fonds Sainte-Gudule (rassemblés par le chanoine Van der Boom vers 1760), à la bibliothèque du Conservatoire Royal de Bruxelles dans un autre fonds Sainte-Gudule et à la bibliothèque de l'IMEP à Namur dans le fonds Saint-Aubain. Ce nouvel apport révèle que Cabau avait une réputation musicale qui, au XVIIIe siècle, dépassait l'aire du Hainaut historique.